# Visbodsjön
Visbodsjön är en sjö i Söderhamns kommun i Hälsingland och ingår i Norralaåns huvudavrinningsområde. Sjön har en area på 0,179 kvadratkilometer och ligger 89 meter över havet. Sjön avvattnas av vattendraget Flysån.

## Delavrinningsområde
Visbodsjön ingår i det delavrinningsområde (680566-155266) som SMHI kallar för Utloppet av Vis-Storsjön. Medelhöjden är 116 meter över havet och ytan är 1,47 kvadratkilometer. Räknas de 5 avrinningsområdena uppströms in blir den ackumulerade arean 42,92 kvadratkilometer. Flysån som avvattnar avrinningsområdet har biflödesordning 2, vilket innebär att vattnet flödar genom totalt 2 vattendrag innan det når havet efter 21 kilometer. Avrinningsområdet består mestadels av skog (65 procent). Avrinningsområdet har 0,17 kvadratkilometer vattenytor vilket ger det en sjöprocent på 11,5 procent.